# Liste der Wappen in der Metropolitanstadt Genua
Die Liste der Wappen in der Metropolitanstadt Genua beinhaltet alle in der Wikipedia gelisteten Wappen der Orte in der Metropolitanstadt Genua (bis 2014 Provinz Genua) in der Region Ligurien in Italien. In dieser Liste werden die Wappen mit dem Gemeindelink angezeigt. 

## Wappen der Metropolitanstadt Genua

Provinz Genua
Lage der Metropolitanstadt Genua in Italien

## Wappen der Gemeinden der Metropolitanstadt Genua

Arenzano
Avegno
Bargagli
Bogliasco
Borzonasca
Busalla
Camogli
Campo Ligure
Carasco
Casarza Ligure
Casella
Castiglione Chiavarese
Ceranesi
Chiavari
Cicagna
Cogoleto
Cogorno
Coreglia Ligure
Crocefieschi
Davagna
Fascia
Favale di Malvaro
Fontanigorda
Gorreto
Isola del Cantone
Lavagna
Leivi
Lorsica
Lumarzo
Masone
Mele
Mezzanego
Mignanego
Mocònesi
Moneglia
Montebruno
Montoggio
Ne
Neirone
Orero
Pieve Ligure
Propata
Rapallo
Recco
Rezzoaglio
Ronco Scrivia
Rondanina
Rossiglione
Rovegno
San Colombano Certenoli
Sant’Olcese
Santa Margherita Ligure
Santo Stefano d’Aveto
Savignone
Serra Riccò
Sestri Levante
Sori
Tiglieto
Torriglia
Tribogna
Uscio
Valbrevenna
Vobbia
Zoagli